# Aibegue e Sergis
Aibegue e Sergis (em mongol: Айбаг e Саргис; romaniz.: Aïbeg e Särgis) foram dois emissários enviados pelo comandante mongol Baiju ao papa Inocêncio IV em 1247–1248.

## Vida
Não se sabe claramente a origem dos dois. Acredita-se que Aibegue ("Príncipe da Lua") tenha sido um cristão turcófono, possivelmente uigur, e Sergis (do nome romano e mais tarde cristão "Sérgio") um cristão nestoriano, quiçá assírio. Ambos foram enviados pelo comandante Baiju para acompanhar a embaixada de 1245 do dominicano Ascelino da Lombardia em seu retorno para Lião, na França, onde o papa residia à época. Eles ficaram lá por cerca de um ano, até 22 de novembro de 1248. Ao encontrarem-se com o papa, lhe deram a carta bastante irritada de Baiju, expressando sua dificuldade em compreender a mensagem do papa e pedindo sua submissão:
| “ | Pela força do grão-cã, a palavra do príncipe Baiju. Você Papa, saiba que seus mensageiros vieram nos visitar e trouxeram suas cartas. Fizeram discursos estranhos para nós, e não sabemos se os ordenou que proferissem essas palavras, e se o fizessem por conta própria [...] | ” |

Em resposta à carta de Baiju, Inocêncio remeteu aos emissários a carta conhecida como Viam agnoscere veritatis. De acordo com o historiador Denis Sinor, "afirmou que Inocêncio IV agiu por um senso de dever para deixar a verdadeira religião ser conhecida pelos mongóis, e que lamentou a perseverança dos mongóis em seus erros e os convenceu a cessar suas ameaças" O Papa apelou aos mongóis para que parassem com a matança de cristãos, embora não demonstrasse nenhum interesse em continuar o diálogo.